# Rastatt (huyện)
Rastatt là một huyện (Landkreis) Phía tây of Baden-Württemberg, Đức. Các huyện giáp ranh là (từ phía bắc theo chiều kim đồng hồ) Karlsruhe, Calw, Freudenstadt và Ortenaukreis. Về phía tây huyện này giáp tỉnh của Pháp Bas-Rhin. Thành phố không thuộc huyện Baden-Baden hoàn toàn bị huyện này bao quanh.

## Lịch sử
Huyện được lập năm 1939 từ đơn vị hành chính Oberamt Rastatt và sau đó là Großkreis Baden. Năm 1973, đơn vị này đã được sáp nhập với phần lớn huyện láng giềng Bühl, và một phần nhỏ của huyện Kehl.

## Địa lý
Huyện này tọa lạc ở thung lũng Rhine. Phía đông nam thuộc phía bắc Rừng Đen. Đỉnh cao nhất là Hornisgrinde.

## Xã và đô thị
| Thị trấn                                                               | Xã |
| ---------------------------------------------------------------------- | --- |
| 1. Bühl 2. Gaggenau 3. Gernsbach 4. Kuppenheim 5. Lichtenau 6. Rastatt | 1. Au am Rhein 2. Bietigheim 3. Bischweier 4. Bühlertal 5. Durmersheim 6. Elchesheim-Illingen 7. Forbach 8. Hügelsheim 9. Iffezheim 10. Loffenau 11. Muggensturm 12. Ötigheim 13. Ottersweier 14. Rheinmünster 15. Sinzheim 16. Steinmauern 17. Weisenbach |